# Ordem implícita e explícita
Ordem implícita e ordem explícita, ou ordem implicada e ordem explicada (no sentido de plica, dobra) são conceitos ontológicos para a teoria quântica cunhados pelo físico teórico David Bohm durante o início dos anos 80, também conhecidos sob o nome teoria da ordem implícita. Eles são usados para descrever duas estruturas diferentes para se entender o mesmo fenômeno ou aspecto da realidade. Em particular, os conceitos foram desenvolvidos para explicar o comportamento bizarro de partículas subatômicas que a  física quântica se esforça em explicar. Eles guardam semelhança com a noção de potencialidade e atualidade cósmica da filosofia antiga.
No livro Totalidade e a Ordem Implicada de Bohm, ele usou essas noções para descrever como a aparência de tais fenômenos pode aparecer de maneira diferente ou ser caracterizada por vários fatores principais, dependendo de contextos tais como escalas. A ordem implícita (também chamada de "envolta") é vista como uma ordem mais profunda e mais fundamental da realidade. Em contraste, a ordem explícita ou "desdobrada" inclui as abstrações que os humanos normalmente percebem. Como ele escreveu,
Na ordem envolta [ou implicada], espaço e tempo não são mais os fatores dominantes que determinam as relações de dependência ou independência de diferentes elementos. Em vez disso, é possível um tipo totalmente diferente de conexão básica de elementos, a partir da qual nossas noções comuns de espaço e tempo, juntamente com as de partículas materiais existentes separadamente, são abstraídas como formas derivadas da ordem mais profunda. De fato, essas noções comuns aparecem na chamada ordem "explicada" ou "desdobrada", que é uma forma especial e distinta contida na totalidade geral de todas as ordens implicadas (Bohm 1980, p. xv).

## Visão geral
A noção de ordens implícitas e explícitas enfatiza a primazia da estrutura e de processo sobre os objetos individuais. Estes últimos são vistos como meras aproximações de um processo subjacente. Nesta abordagem, entende-se que partículas quânticas e outros objetos têm apenas um grau limitado de estabilidade e autonomia.
Bohm acreditava que a estranheza do comportamento das partículas quânticas é causada por forças não observadas, sustentando que o espaço e o tempo podem realmente ser derivados de um nível ainda mais profundo da realidade objetiva. Nas palavras de F. David Peat, Bohm considerou que aquilo que consideramos realidade são "fenômenos de superfície, formas explicadas que se desenvolveram temporariamente a partir de uma ordem implícita subjacente". Ou seja, a ordem implicada é a base da qual a realidade emerge.

### A ordem implicada como uma álgebra
Bohm, seu colega de trabalho Basil Hiley e outros físicos da Birkbeck College trabalharam em direção a um modelo de física quântica em que a ordem implícita é representada na forma de uma álgebra apropriada ou outra pré-geometria. Eles consideraram o próprio espaço-tempo como parte de uma ordem explícita que está conectada a uma ordem implicada que eles chamaram de pré-espaço. A variedade do espaço-tempo e as propriedades da localidade e da não-localidade surgem de uma ordem nesse pré-espaço. A. M. Frescura e Hiley sugeriram que uma ordem implícita poderia ser carregada por uma álgebra, com a ordem explícita contida nas várias representações dessa álgebra. (Veja também: Trabalho de Bohm e Hiley em ordens implicadas, pré-espaço e estruturas algébricas.)
Em analogia à noção de "ocasião atual" de Alfred North Whitehead, Bohm considerou a noção de momento - um momento como um evento não totalmente localizável, com permissão para sobreposição de eventos e estando conectado em uma ordem implícita geral:
Proponho que cada momento do tempo é uma projeção a partir da ordem implicada total. O termo ''projeção'' é uma escolha particularmente feliz aqui, não apenas porque seu significado comum é adequado para o que é preciso, mas também porque seu significado matemático como uma operação de projeção, P, é exatamente o que é necessário para elaborar essas noções em termos da teoria quântica
Bohm enfatizou o papel principal da estrutura da ordem implicada:
Minha atitude é de que a matemática da teoria quântica lida primariamente com a estrutura do pré-espaço implicado e com a forma como uma ordem explicada de espaço e tempo emerge dele, e não com movimentos de entidades físicas, como partículas e campos. (Este é um tipo de extensão do que é feito na relatividade geral, que lida principalmente com geometria e apenas secundariamente com as entidades descritas nessa geometria.)

### A ordem explicada e o emaranhamento quântico
No centro do esquema de Bohm estão as correlações entre observáveis de entidades que parecem separadas por grandes distâncias na ordem explicada (como um elétron em particular aqui na Terra e uma partícula alfa em uma das estrelas da galáxia Abell 1835, a galáxia mais distante da Terra conhecida para humanos), manifestações da ordem implicada. Dentro da teoria quântica, há emaranhamento de tais objetos.
Essa visão de ordem parte necessariamente de qualquer noção que implique sinalização e, portanto, causalidade. A correlação de observáveis não implica uma influência causal e, no esquema de Bohm, esta última representa eventos 'relativamente' independentes no espaço-tempo; e, portanto, ordem explicada.

### Um fundamento comum para a consciência e a matéria

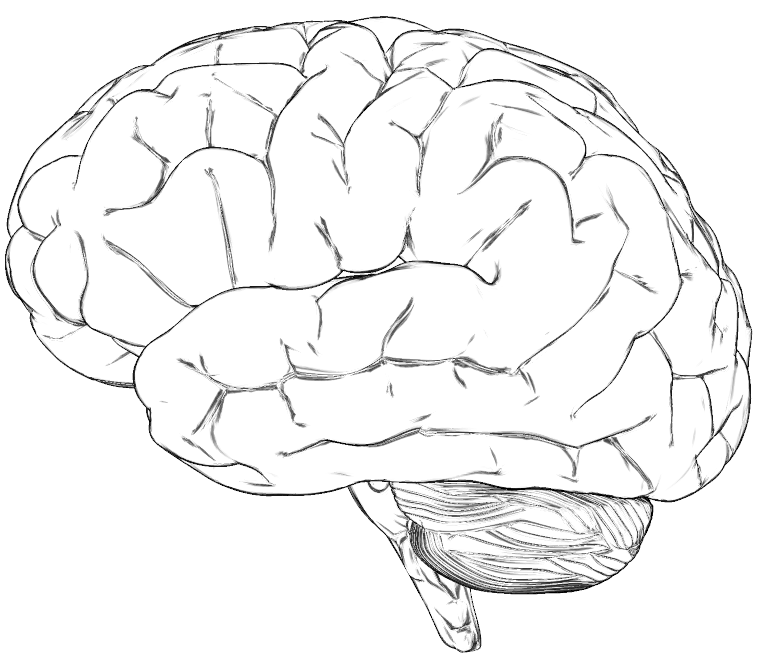
A pesquisa de Karl H. Pribram sugere que as memórias podem não estar localizadas em regiões específicas do cérebro

A ordem implícita representa a proposta de um conceito metafísico geral em termos dos quais se afirma que matéria e consciência podem ambas ser entendidas, no sentido de que se propõe que matéria e consciência: (i) envolvam a estrutura do todo dentro de cada região e (ii) implica processos contínuos de envoltura e desdobramento. Por exemplo, no caso da matéria, entidades como átomos podem representar envoltura e desdobramento contínuos que se manifestam como uma entidade relativamente estável e autônoma que pode ser observada como seguindo um caminho relativamente bem definido no espaço-tempo. No caso da consciência, Bohm apontou para as evidências apresentadas por Karl H. Pribram de que as memórias podem estar envoltas em todas as regiões do cérebro em vez de serem localizadas (por exemplo, em determinadas regiões do cérebro, células ou átomos).

Bohm continuou dizendo: 
 Como em nossa discussão sobre a matéria em geral, agora é necessário entrar na questão de como na consciência a ordem explicada é o que se manifesta ... o conteúdo manifesto da consciência se baseia essencialmente na memória, que é o que permite que esse conteúdo se realize de forma bastante constante. Obviamente, para tornar possível essa constância, também é necessário que esse conteúdo seja organizado, não apenas através de uma associação relativamente fixa, mas também com o auxílio das regras da lógica e de nossas categorias básicas de espaço, tempo, causalidade, universalidade, etc. [...] haverá um firme plano de fundo de características recorrentes, estáveis e separáveis, contra as quais os aspectos transitórios e variáveis do fluxo ininterrupto de experiência serão vistos como impressões fugazes que tendem a ser organizadas e ordenadas principalmente em termos da vasta totalidade do conteúdo relativamente estático e fragmentado das [memórias]. 
 Bohm também afirmou que "como na consciência, cada momento tem uma certa ordem explicada e, além disso, envolve todos os outros, embora à sua maneira. Assim, a relação de cada momento no todo com todos os outros está implícita em seu conteúdo total: a maneira como ele 'mantém' todos os outros envoltos dentro nele". Bohm caracteriza a consciência como um processo no qual, a cada momento, o conteúdo anteriormente implicado é atualmente explicado, e o conteúdo anteriormente explicado tornou-se implicado. 
 Pode-se dizer de fato que nossa memória é um caso especial do processo descrito acima, pois tudo o que é registrado é mantido envolto dentro das células cerebrais e essas são parte da matéria em geral. A recorrência e estabilidade de nossa própria memória como uma sub-totalidade relativamente independente é assim trazida como parte do mesmo processo que sustenta a recorrência e a estabilidade na ordem manifesta da matéria em geral. Segue-se, então, que a ordem explícita e manifesta da consciência não é, em última análise, distinta da da matéria em geral. 

## Analogias

### Analogia de gotículas de tinta
Bohm também usou o termo desdobramento para caracterizar processos nos quais a ordem explicada se torna relevante (ou "relevada"). Bohm compara o desdobramento também à decodificação de um sinal de televisão para produzir uma imagem sensível na tela. O sinal, a tela e a eletrônica da televisão nesta analogia representam a ordem implicada, enquanto a imagem produzida representa a ordem explicada. Ele também usa um exemplo no qual uma gota de tinta pode ser introduzida em uma substância altamente viscosa (como glicerina) e a substância gira muito lentamente, de modo que há uma difusão desprezível da substância. Neste exemplo, a gota se torna um fio que, por sua vez, eventualmente se torna invisível. No entanto, girando a substância na direção reversa, a gota pode se reformar essencialmente. Quando invisível, segundo Bohm, pode-se dizer que a ordem da gota de tinta como padrão está implícita na substância.
Em outra analogia, Bohm nos pede que consideremos um padrão produzido fazendo pequenos cortes em um pedaço de papel dobrado e depois, literalmente, desdobrá-lo. Elementos amplamente separados do padrão são, em atualidade, produzidos pelo mesmo corte original no pedaço de papel dobrado. Aqui, os cortes no papel dobrado representam a ordem implícita e o padrão desdobrado representa a ordem explicada.

### Hologramas e ordem implicada

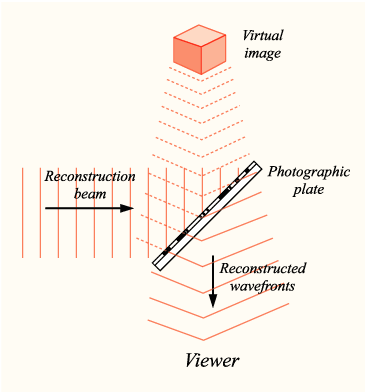
Em uma reconstrução holográfica, cada região de uma placa fotográfica contém toda a imagem

Bohm empregou o holograma como um meio de caracterizar a ordem implícita, observando que cada região de uma placa fotográfica na qual um holograma é observável contém nela toda a imagem tridimensional, que pode ser vista de várias perspectivas. Ou seja, cada região contém uma imagem inteira e indivisa. Nas palavras de Bohm: 
 Existe o germe de uma nova noção de ordem aqui. Essa ordem não deve ser entendida apenas em termos de um arranjo regular de objetos (por exemplo, em linhas) ou como um arranjo regular de eventos (por exemplo, em uma série). Em vez disso, uma ordem total está contida, em algum sentido implícito, em cada região do espaço e do tempo. Agora, a palavra 'implícito' é baseada no verbo 'implicar'. Isso significa 'dobrar para dentro' ... então podemos ser levados a explorar a noção de que, em certo sentido, cada região contém uma estrutura total 'envolta' dentro dela". 
 Bohm observou que, embora o holograma transmita totalidade indivisa, é, no entanto, estático.
Nessa visão da ordem, as leis representam relações invariantes entre entidades e estruturas explicadas, e, portanto, Bohm sustentava que, na física, a ordem explicada geralmente se revela em contextos experimentais bem construídos, como, por exemplo, nos resultados sensivelmente observáveis dos instrumentos. No entanto, com relação à ordem implícita, Bohm pediu que considerássemos a possibilidade "de que a lei física se referisse primariamente a uma ordem de totalidade indivisível do conteúdo da descrição semelhante ao indicado pelo holograma, e não a uma ordem de análise de tal conteúdo em partes separadas ...".

### Ordem implicada na arte
No trabalho Science, Order, and Creativity (Bohm e Peat, 1987), são apresentados exemplos de ordens implícitas na ciência, bem como ordens implícitas relacionadas à pintura, poesia e música.
Bohm e Peat enfatizam o papel de ordens de complexidade variada, que influenciam a percepção de uma obra de arte como um todo. Eles observam que ordens implícitas são acessíveis à experiência humana. Referem-se, por exemplo, a notas anteriores que reverberam ao ouvir música ou a várias ressonâncias de palavras e imagens que são percebidas ao ler ou ouvir poesia.
Christopher Alexander discutiu seu trabalho pessoalmente com Bohm e apontou conexões entre seu trabalho e a noção de Bohm de uma ordem implícita em The Nature of Order.
Bohm aparece como personagem fictício no romance The Wave, do autor britânico Lochlan Bloom. O romance inclui várias narrativas e explora muitos dos conceitos do trabalho de Bohm sobre ordens implícitas e explícitas.

## Desafios para algumas visões geralmente prevalecentes
Ao propor essa nova noção de ordem, Bohm desafiou explicitamente uma série de princípios que ele acreditava serem fundamentais para muitos trabalhos científicos:
1. que os fenômenos seriam redutíveis a partículas elementares e leis que descrevem o comportamento das partículas, ou mais geralmente a qualquer entidade estática (isto é, imutável), sejam eventos separados no espaço-tempo, estados quânticos ou entidades estáticas de outra natureza;
2. relacionado a (1), que o conhecimento humano se preocupa mais fundamentalmente com a previsão matemática de agregados estatísticos de partículas;
3. que uma análise ou descrição de qualquer aspecto da realidade (por exemplo, teoria quântica, velocidade da luz) poderia ser ilimitada em seu domínio de relevância;
4. que o sistema de coordenadas cartesianas, ou sua extensão a um sistema curvilíneo, seria a concepção mais profunda da ordem subjacente como base para análise e descrição do mundo;
5. que, em última análise, existe uma distinção sustentável entre realidade e pensamento, e que existe uma distinção correspondente entre o observador e observado em um experimento ou em qualquer outra situação (exceto uma distinção entre entidades relativamente separadas, válida no sentido de ordem explicada); e
6. que é, em princípio, possível formular uma noção final relativa à natureza da realidade, isto é, uma teoria de tudo.

Um átomo de hidrogênio e suas partículas constituintes: um exemplo de uma maneira simplificada de olhar para uma pequena coleção de blocos de construção postulados do universo

As propostas de Bohm às vezes foram rejeitadas em grande parte com base em tais princípios. Seu paradigma geralmente se opõe ao reducionismo, e alguns o veem como uma forma de holismo ontológico. Sobre isso, Bohm observou as visões predominantes entre os físicos de que "presume-se que o mundo seja constituído por um conjunto de 'partículas elementares' existentes, indivisíveis e imutáveis separadamente, que são os 'blocos de construção' fundamentais de todo o universo ... parece haver uma fé inabalável entre os físicos de que tais partículas, ou algum outro tipo ainda a ser descoberto, eventualmente tornarão possível uma explicação completa e coerente de tudo" (Bohm 1980, p. 173)
Na concepção de ordem de Bohm, a primazia deve ser dada ao todo indiviso e à ordem implícita inerente ao todo, e não a partes do todo, como partículas, estados quânticos e contínuos. Esse todo abrange todas as coisas, estruturas, abstrações e processos, incluindo processos que resultam em estruturas (relativamente) estáveis, bem como aqueles que envolvem uma metamorfose de estruturas ou coisas. Nesta visão, partes podem ser entidades normalmente consideradas físicas, como átomos ou partículas subatômicas, mas também podem ser entidades abstratas, como estados quânticos. Qualquer que seja sua natureza e caráter, segundo Bohm, essas partes são consideradas em termos do todo e, nesses termos, constituem "sub-totalidades" relativamente separadas e independentes. A implicação dessa visão é, portanto, que nada é fundamentalmente separado ou independente.
Bohm 1980, p. 11, disse: "A nova forma de insight talvez possa ser melhor denominada Totalidade Indivisa no Movimento de Fluxo. Essa visão implica que o fluxo é, em certo sentido, anterior àquilo das 'coisas' que podem ser vistas se formando e dissolvendo nesse fluxo". De acordo com Bohm, uma imagem vívida desse senso de análise do todo é proporcionada por estruturas de vórtice em uma corrente que flui. Tais vórtices podem ser padrões relativamente estáveis dentro de um fluxo contínuo, mas essa análise não implica que os padrões de fluxo tenham alguma divisão nítida ou que sejam literalmente entidades separadas e independentes; pelo contrário, são fundamentalmente indivisíveis. Assim, de acordo com a visão de Bohm, o todo está em fluxo contínuo e, portanto, é chamado de holomovimento (movimento do todo).

### Teoria quântica e teoria da relatividade
Uma motivação chave para Bohm ao propor uma nova noção de ordem foi a conhecida incompatibilidade da teoria quântica com a teoria da relatividade. Bohm 1980, p. xv    resumiu o estado de coisas que ele percebeu existir: 
 ... na relatividade, o movimento é contínuo, causalmente determinado e bem definido, enquanto na mecânica quântica é descontínuo, não causalmente determinado e não bem definido. Cada teoria está comprometida com suas próprias noções de modos de existência essencialmente estáticos e fragmentários (relatividade à de eventos separados, conectáveis por sinais, e mecânica quântica a um estado quântico bem definido). Vê-se, assim, que é necessário um novo tipo de teoria que abandone esses compromissos básicos e, no máximo, recupere algumas características essenciais das teorias mais antigas como formas abstratas derivadas de uma realidade mais profunda, na qual o que prevalece é a totalidade ininterrupta. 
 Bohm sustentou que as teorias da relatividade e quântica estão em contradição básica nesses aspectos essenciais, e que um novo conceito de ordem deve começar com o sentido em que ambas as teorias apontam: totalidade indivisa. Isso não deve significar que ele defendia que teorias tão poderosas fossem descartadas. Ele argumentou que cada uma era relevante em um determinado contexto - isto é, um conjunto de condições inter-relacionadas dentro da ordem explicada - em vez de ter um escopo ilimitado, e que aparentes contradições resultam de tentativas de generalizar demais, superpondo as teorias umas às outras, implicando maior generalidade ou relevância mais ampla do que se justifica. Assim, Bohm 1980, pp. 156–167    argumenta: "... em contextos suficientemente amplos, essas descrições analíticas deixam de ser adequadas ... 'a lei do todo' geralmente inclui a possibilidade de descrever o 'afrouxamento' de aspectos um do outro, de modo que eles serão relativamente autônomos em contextos limitados ... no entanto, qualquer forma de autonomia relativa (e heteronomia) é finalmente limitada pela holonomia, de modo que, em um contexto amplo o suficiente, essas formas sejam vistas apenas como aspectos, relevantes no holomovimento, e não coisas disjuntas e separadamente existentes na interação."

### Teoria das variáveis ocultas
Antes de desenvolver sua abordagem implícita de ordem, Bohm havia proposto uma teoria das variáveis ocultas da física quântica (veja a interpretação de Bohm). Segundo Bohm, uma das principais motivações para isso foi puramente mostrar a possibilidade de tais teorias. Sobre isso, Bohm 1980, p. 81 disse: "... deve-se ter em mente que, antes que essa proposta fosse feita, existia a impressão generalizada de que nenhuma concepção de qualquer variável oculta, nem mesmo se fosse abstrata e hipotética, poderia ser consistente com o teoria quântica." Bohm 1980, p. 110 também alegou que "a demonstração da possibilidade de teorias de variáveis ocultas pode servir em um sentido filosófico mais geral para nos lembrar da falta de confiabilidade de conclusões baseadas no pressuposto da universalidade completa de certas características de uma dada teoria, por mais geral que seu domínio de validade pareça ser". Outro aspecto da motivação de Bohm foi apontar uma confusão que ele percebeu existir na teoria quântica. Sobre as abordagens dominantes na teoria quântica, ele disse: "...queremos apenas salientar que toda essa linha de abordagem restabelece no nível abstrato de potencialidades estatísticas o mesmo tipo de análise em componentes autônomos e separados em interação que é negado no nível mais concreto dos objetos individuais" (Bohm 1980, p. 174)